# Archive ouverte

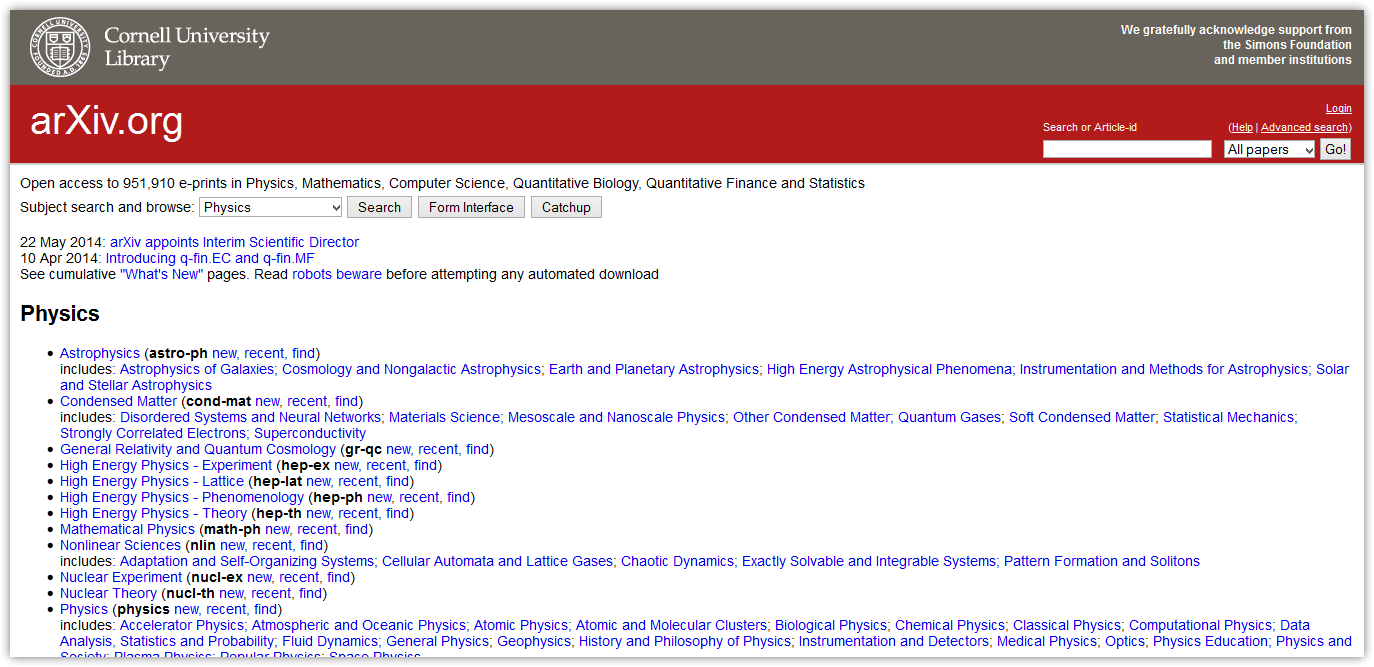
Capture d'écran d'ArXiv, la première archive ouverte

Une archive ouverte est une bibliothèque numérique contenant des documents issus de la recherche scientifique, généralement déposés par leurs auteurs, et permettant au grand public d'y accéder gratuitement et sans contraintes. Le dépôt dans une archive ouverte est une des modalités de mise en œuvre du libre accès aux publications scientifiques, couramment désignée par l'expression "voie verte" dans le monde de la recherche.
En règle générale, les dépôts sont réalisés par les auteurs ou des personnes mandatées par eux (cette pratique est qualifiée d'auto-archivage), mais certaines archives ouvertes permettent également une alimentation directe par les éditeurs. C'est le cas en particulier de PubMed Central.
L'utilisation de protocoles techniques communs, en particulier l'Open Archives Initiative Protocol for Metadata Harvesting (OAI-PMH), permet aux différentes archives ouvertes de rendre leur contenu interrogeable informatiquement et rend possible leur agrégation par des moteurs de recherches spécialisés.
Les archives ouvertes peuvent contenir des articles publiés ou destinés à être publiés dans des revues scientifiques, des ouvrages ou chapitres d'ouvrages, des communications réalisées lors de colloques, des thèses, des rapports, et tout autre type de documents produits par des chercheurs.
Une archive ouverte peut être
- généraliste ;
- institutionnelle ou multiinstitutionnelle (dédiée aux productions d'un ou plusieurs établissements) ;
- spécialisée dans une thématique, une discipline ou un groupe de disciplines ;
- spécialisée dans un ou plusieurs types de documents (articles publiés, prépublications, thèses, etc.) ;

Chaque document bénéficie d'une page distincte présentant des métadonnées plus ou moins riches (titre, auteur, type de document, etc) et un lien vers le texte intégral.
Les archives ouvertes sont en général gérées par des universités ou des organismes de recherche, parfois de manière mutualisée.
Certaines archives ouvertes garantissent une préservation à long terme des documents déposés, à l'instar de HAL qui transmet ses données au CINES depuis 2010.

## Historique
ArXiv est considéré comme la première archive ouverte mise en service. En 1991, le physicien Paul Ginsparg en poste au Los Alamos National Laboratory met en place sous le nom de LANL preprint archive un serveur informatique destiné à faciliter le partage des prépublications dans le domaine de la physique des hautes énergies. En 2001 le site est renommé ArXiv et sa gestion est transférée à l'université de Cornell. Son périmètre est progressivement élargi à d'autres branches de la physique, aux mathématiques, à l'informatique, à la biologie quantitative et à l'économie.
Dans les années 1990 des projets similaires voient le jour dans d'autres disciplines, notamment CogPrints en sciences cognitives et RePEc en économie.
En 1994, le philosophe Stevan Harnad suggère dans sa Proposition subversive une généralisation de l'auto-archivage à toutes les disciplines.
Les principaux promoteurs des archives ouvertes se réunissent à Santa Fé en octobre 1999 afin d'améliorer l'interopérabilité entre les différentes archives ouvertes. Il en résulte l'établissement d'un protocole d'exposition de métadonnées, la "convention de Santa Fé". L'année suivante est fondée l'Open Archives Initiative, une organisation chargée d'améliorer la convention de Santa Fé, en prenant en compte les besoins d'acteurs extérieurs au mouvement des archives ouvertes. La première version du protocole OAI-PMH résultant de ce travail est rendue publique en 2001, puis une deuxième version en 2002. La mise au point de ce standard permettra la multiplication des archives ouvertes à partir des années 2000.
D'après le répertoire international OpenDOAR, il existe environ 4150 archives ouvertes dans le monde en juin 2019, et les logiciels les plus utilisés pour les faire fonctionner sont DSpace, Eprints et Islandora.

## Organisation
Le répertoire mondiale OpenDOAR contient des référentiels en libre accès.